# Trophée Calixte-Pianfetti
Pour les articles homonymes, voir Pianfetti.
Le Trophée Calixte Pianfetti récompense le meilleur arbitre du championnat de France de hockey sur glace. Il porte le nom du Français Calixte Pianfetti, joueur puis arbitre de hockey sur glace.
Il a été décerné pour la première fois à l'issue de la saison 1978-1979 à Marcel Guadaloppa. Il n'a pas été remis de 1988 à 2006. Pour la première fois pour la saison 2013-2014, le trophée a été remis à deux juges de ligne : Charlotte Girard et Pierre Dehaen.

## Palmarès
| Saison    | Arbitre                                |
| --------- | -------------------------------------- |
| 1978-1979 | Marcel Guadaloppa                      |
| 1979-1980 | Marcel Guadaloppa                      |
| 1980-1981 | Marcel Guadaloppa                      |
| 1981-1982 | Jean-Louis Millon                      |
| 1982-1983 | Bruno Catelin                          |
| 1983-1984 | Michel Abravanel                       |
| 1984-1985 | Jean Julien                            |
| 1985-1986 | Éric Malletroit                        |
| 1986-1987 | Phillipe Forget                        |
| 2006-2007 | Marc Mendlowitcz et Frédéric Bachelet  |
| 2007-2008 | Bruno Colléoni                         |
| 2008-2009 | Jimmy Bergamelli                       |
| 2009-2010 | Jimmy Bergamelli                       |
| 2010-2011 | Bruno Colléoni                         |
| 2011-2012 | Nicolas Barbez                         |
| 2012-2013 | Bruno Colléoni                         |
| 2013-2014 | Charlotte Girard et Pierre Dehaen      |
| 2014-2015 | Nicolas Barbez                         |
| 2015-2016 | Nicolas Barbez                         |
| 2016-2017 | Nicolas Barbez                         |
| 2017-2018 | Geoffrey Barcelo                       |
| 2018-2019 | Pierre Dehaen et Geoffrey Barcelo      |
| 2019-2020 | Thomas Caillot                         |
| 2020-2021 | Nicolas Constantineau                  |
| 2021-2022 | Pierre Dehaen et Nicolas Constantineau |
| 2022-2023 | Clément Gonçalves                      |
| 2023-2024 | Nicolas Constantineau                  |
| 2024-2025 | Quentin Ugolini                        |